# Football en Suisse
Le football est un des sports le plus populaire en Suisse, avec le hockey sur glace. L'Association suisse de football (ASF), Associazione Svizzera di Football (ASF) en italien, Schweizerischer Fussballverband (SFV) en allemand, Associaziun svizra da ballape  (ASB) en romanche est fondée en 1895 et est un des membres fondateurs de la FIFA en 1904.
Le siège de la FIFA est à Zurich et celui de l'UEFA à Nyon. La Suisse organise en 1954 la Coupe du monde de football et en 2008 le championnat d'Europe de football avec l'Autriche. Sur le plan féminin, elle est aussi désignée pour gérer en 2025 le championnat d'Europe de football.

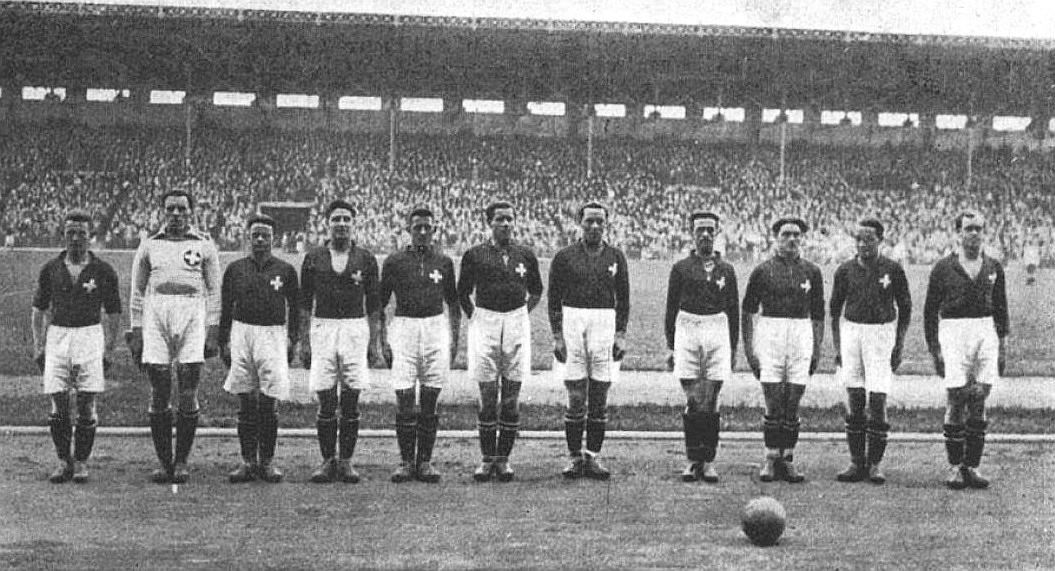
L'équipe de Suisse finaliste des JO de 1924.

## Histoire
Le football arrive en Suisse entre 1855 et 1869, par l'intermédiaire d'étudiants et professeurs anglais qui fréquentent des écoles privés dans la région de Genève.
Le premier club de football en Suisse est le Lausanne Football and Cricket Club, fondé en 1860 par des étudiants anglais. Il est également le premier club de football créé en dehors d'Angleterre.
Le football arrive un peu plus tard en Suisse allemande, le club le plus ancien encore en activité est le Football Club Saint-Gall fondé en 1879. 
La fédération suisse de football sera créée en 1895.

## Organisation

### Football féminin

#### Championnats
- Women’s Super League
- Ligue nationale B
- 1re ligue
- 2e ligue
- 3e ligue
- 4e ligue (selon les associations)

#### Coupe
- Coupe de Suisse

### Football masculin

#### Championnats
Il existe neuf divisions d'actifs, mais également des ligues séniors.
- Super League (professionnels)
- Challenge League (professionnels, semi-professionnels et amateurs)
- Promotion League (semi-professionnels et amateurs)
- Première Ligue (semi-professionnels et amateurs)
- 2e ligue interrégionale (amateurs)
- 2e ligue
- 3e ligue
- 4e ligue
- 5e ligue

#### Coupes
- Coupe de Suisse
- Supercoupe (disparue)
- Coupe de la Ligue (disparue)

## Autres

### Futsal
Depuis 2006, la fédération suisse de football créée une section nommée Swiss Futsal qui organise le championnat national et gère l'équipe nationale. Celle-ci disputera son premier match international en janvier 2011.
Le premier championnat, la Ligue nationale A (LNA) lors de la saison 2006-2007, voit le succès de l'Uni Futsal Team Bulle. En 2012, la première division est renommée Swiss Futsal Premier League et à partir de ce moment voit la domination du Futsal Minerva de Berne, qui avec son sixième titre de champion de Suisse en 2022-2023 détient le record national de titres.
En 2022-2023, est créée la Coupe de Suisse de futsal, les premiers vainqueurs sont le Futsal Minerva chez les hommes et l'AS Charmilles chez les femmes.

### Football de plage
L'équipe nationale suisse de beachsoccer fait partie des dix meilleures nations dans ce sport. Elle participe régulièrement à la phase finale de la Coupe du monde, elle est finaliste en 2009 et troisième en 2021. Ses deux joueurs emblématiques sont Noël Ott et Dejan Stankovic.
Le championnat national est connu sous le nom Swiss Beach Soccer League.